# Семинария
Семина́рия (лат. seminarium — «рассадник; семясеяние» от semen — «семя, семена») — учебное заведение для подготовки христианского духовенства.
Создание семинарий стало результатом римско-католических реформ эпохи Контрреформации после Тридентского собора. Само слово «семинария» взято из документа «Cum adolescentium aetas», который призвал к созданию первых семинарий. В таких семинариях большое внимание уделялось личной дисциплине, а также преподаванию философии как подготовке к богословию.
Впоследствии этот термин расширился, включив в себя другие христианские конфессии, а также американские иудейские духовные школы.

## Католические семинарии
Семинарии в Католической церкви делятся на малые семинарии (англ. Minor seminary) для подростков и большие семинарии (англ. Major seminary) для более взрослых людей, включающие также колледжи-семинарии (хотя в США их часто называют малыми семинариями) для студентов бакалавриата и аспирантов для тех, кто уже имеет степень бакалавра. Есть также семинарии для взрослых людей, которые хорошо окончили школу, такие как Национальная семинария святого папы Иоанна XXIII в Массачусетсе и для других более специализированных целей.
Все семинарии управляются либо религиозными орденами, либо епархиями или другими подобными структурами. Часто семинария готовит как священников этого конкретного ордена или епархии, так и священников других орденов или епархий, которые выбирают эту конкретную семинарию для своих священников. Например, семинария Святого Иоанна в Бостоне, штат Массачусетс, готовит священников для многих других епархий в Новой Англии, которые являются суффраганными епархиями Архиепископии Бостона. В любом случае, человек, который стремится поступить в семинарию, чтобы стать священником, должен быть спонсирован либо епархией, либо религиозным орденом.
Часто семинария может быть присоединена или аффилирована с более крупным католическим колледжем или университетом, потому что более крупный колледж обеспечивает более общее образование в области истории или теологии, в то время как семинария сосредотачивается на темах, специфических для потребностей будущих священников, таких как обучение каноническому праву, таинствам и проповеди, или специфических для конкретного ордена или епархии. Например, теологический колледж в Вашингтоне является частью католического университета Америки.
Кроме того, в Риме есть несколько семинарий, которые обучают семинаристов или уже рукоположённых священников и епископов и которые поддерживаются орденами или епархиями из-за пределов Италии. Например, Папский Североамериканский колледж, который готовит священников из Соединённых Штатов и других стран, поддерживается конференцией католических епископов США.

## Семинарии Русской православной церкви

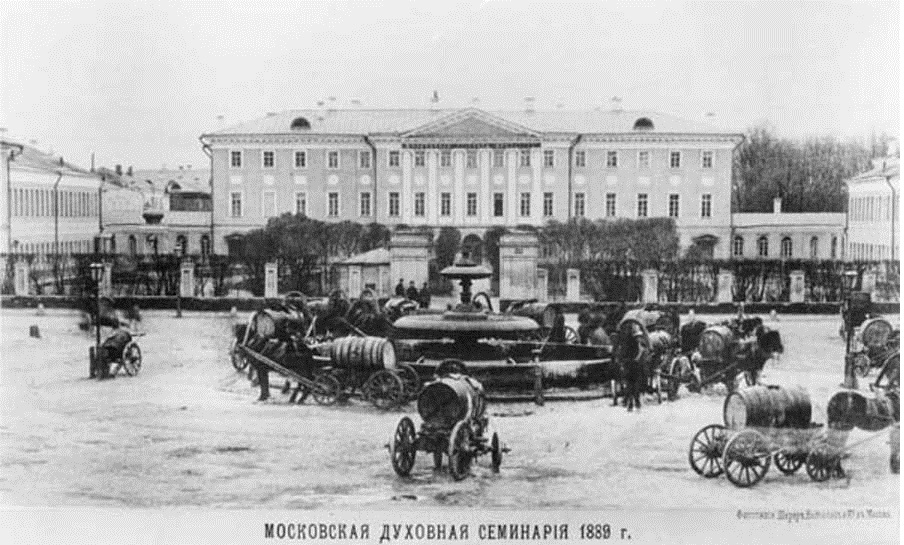
Московская семинария в 1889 году

До XVII века духовное образование в православии осуществлялось монастырями. В монастырских школах учились даже княжеские дети — здесь находились самые лучшие библиотеки, книги в которых вручную переписывались монахами. В княжеских, архиерейских и приходских школах качество образования и количество учащихся было нестабильным, так как это в значительной степени зависело от возможностей своих покровителей.
Предшественниками современных духовных семинарий стали братские школы, появившиеся в Великом княжестве Литовском. В России же, первым духовным учебным заведением современного европейского типа стала Славяно-греко-латинская академия, первоначально располагавшаяся в Заиконоспасском монастыре города Москвы.
С начала XVIII века при архиерейских домах в Российской империи начали учреждаться семинарии (архиерейские школы). Они были преимущественно сословными учебными заведениями для сыновей духовенства, но первоначально не имели целью подготовку только священнослужителей, ввиду нехватки свободных мест для клириков.
В XVIII веке полный курс, имевшийся далеко не везде, мог занимать восемь лет в следующих ступенях («классах»): фара (или аналогия), инфима, грамматика, синтаксима, пиитика, риторика, философия, богословие. В основе всей системы обучения лежало совершенное овладение латинским языком; все прочие знания давались попутно, из чтения латинских текстов. Постепенное введение греческого языка началось в конце XVIII века, при митрополите Московском Платоне (Левшине).
В 1814—1818 годах была предпринята реформа духовных школ в Российской империи, в результате которой семинарии по своему статусу стали равны гимназиям, тогда как академии представляли собой высшие духовные заведения. Под влиянием митрополита Филарета (Дроздова) в XIX веке происходил постепенный отход от латинской схоластики. С 1869 года духовные семинарии были признаны всесословными учебными заведениями, однако для выходцев из других сословий была установлена квота в 10 % от общего числа студентов (20 % в Грузии, Варшавской и Рижской семинариях).
Семинарии находились под общим управлением Святейшего синода, состояли в непосредственном ведении епархиальных архиереев, имевших высшее наблюдение за направлением преподавания, за воспитанием учащихся и за выполнением правил устава в общем. Семинарии содержались на средства Святого Синода и на пособия, отпускаемые из государственного казначейства. Непосредственное управление семинарией принадлежало ректору, инспектору и правлению, имеющему педагогические и распорядительные собрания.
Обучение в семинариях было бесплатным, причём сироты и дети бедных родителей принимались на казённое содержание. Курс обучения составлял шесть лет. В семинарии принимались молодые люди православного исповедания из всех сословий, как уже обучавшиеся в других учебных заведениях, так и получившие домашнее образование; для поступления в первый класс был установлен возраст от 14 до 18 лет. Преобладающее значение в учебном курсе семинарий занимали богословские науки, но в значительном объёме преподавались и общеобразовательные науки, входившие в курс классических гимназий. Для оценки знаний использовалась балльная система: «5» — отлично, «4» — очень хорошо, «3» — хорошо, «2» — посредственно, «1» — слабо. Учащиеся первых трёх классов, показавшие слабые результаты, могли оставляться однократно на второй год в том же классе. Лучшие воспитанники продолжали обучение в духовных академиях; большая часть воспитанников определялась епархиальным начальством на места священно- и церковнослужителей либо на должности учителей и надзирателей в духовно-учебные заведения. До конца 1870-х годов окончившие курс семинарий имели свободный доступ в высшие учебные заведения наравне с гимназистами; затем этот доступ был ограничен. Семинаристы могли поступать лишь в Томский университет, а также в высшие учебные заведения, находившиеся на национальных окраинах. Только в 1908 году было убрано ограничение на поступление выпускников духовных семинарий в большинство российских университетов.
К началу XX века в Российской империи существовали 55 духовных православных семинарий, в которых учились около 18 тысяч человек.

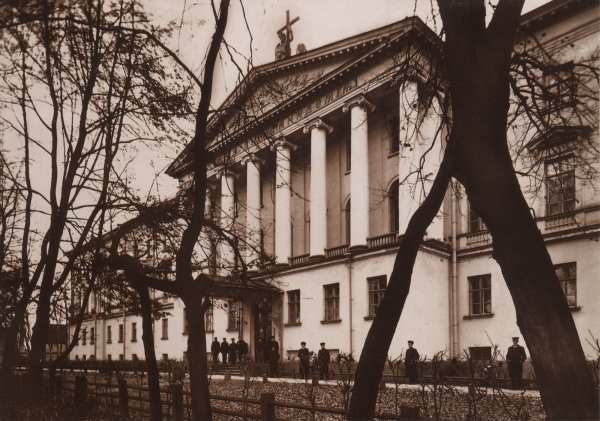
Здание СПбС в начале XX века

В начале XX века в студенческой среде российских семинарий распространяется протестное революционное движение, значительно усилившееся в период революции 1905—1907 годов. Последовавшие революции и Гражданская война в России привели к полному закрытию всех семинарий в СССР. Лишь Великая Отечественная война вынудила советское руководство ослабить преследование Православной церкви и позволить ей открыть несколько духовных семинарий: Московскую, Ленинградскую, Киевскую, Минскую, Ставропольскую, Саратовскую. Однако дипломы этих семинарий не признавались властями. После хрущёвской антирелигиозной кампании в Советском Союзе оставалось только три семинарии: Московская (с академией и регентской школой), Ленинградская (с академией и регентской школой), Одесская. Такая ситуация сохранялась до 1989 года, после чего началось открытие новых духовных семинарий, причём многие семинарии начинали свою деятельность как духовные училища, и лишь спустя какое-то время были преобразованы в духовные семинарии.
В середине 1990-х годов началась реформа духовных школ, в ходе которой семинарии стали преобразовываться из средне-специальных в высшие. Было решено ввести болонскую систему в духовных учебных заведениях. В соответствии с ней духовное образование в РПЦ стало трёхуровневым. Первый уровень — бакалавриат, итогом которого становится написание дипломной работы на соискание степени «бакалавр богословия». Как и любой другой бакалавриат в России — это завершённое высшее образование. Термин «семинария» является вторым равнозначным наименованием бакалавриата как духовного учебного заведения в РПЦ. Второй уровень — магистратура: двухгодичная программа при духовных академиях и других богословских учебных заведениях РПЦ, итогом которой становится написание магистерской диссертации на соискание степени «магистр богословия». Третий уровень — аспирантура: трёхгодичная программа в духовных академиях, итогом которой становится написание кандидатской диссертации на соискание степени «кандидат богословских наук» (в европейской классификации — «доктор теологии I степени»). Особо отличившиеся кандидаты богословия могут продолжить заниматься богословскими науками в докторантуре при общецерковной аспирантуре и докторантуре имени Кирилла и Мефодия, и защитить докторскую диссертацию на соискание степени «доктор богословия» (в европейской классификации — «доктор теологии II степени» или «англ. Doctor of Divinity»).
Все семинарии РПЦ начиная с 2010 года обучают студентов по программе бакалавриата в соответствии со всеми государственными стандартами и имеют государственную лицензию на осуществление образовательной деятельности по специальности «Теология» (031900) высшего профессионального образования. По окончании семинарии выпускники получают дипломы государственного образца со степенью «Бакалавр богословия». Семинарии Русской православной церкви обустраиваются современными компьютерами и средствами коммуникации в соответствии с нормативами высшей школы.

## Семинарии Болгарской православной церкви
С 1872 года до первых лет после освобождения в монастыре святых Петра и Павла возле Тырново функционировала Петропавловская духовная семинария, подчинённая Болгарской Экзархии. С 1892 по 1912 год в Константинополе действовала Цариградская болгарская духовная семинария. С 1944 года ряд мероприятий коммунистического правительства был направлен на уменьшение количества учащихся в духовных учебных заведениях и на создание различных препятствий для нормального учебного процесса. Лица, окончившие духовные семинарии или богословский фак-т, были лишены возможности какой-либо социальной реализации вне церковной сферы, что приводило к их изоляции в обществе. К 1951 году функционировала лишь Софийская духовная семинария, богословский факультет был выведен из Софийского университета и преобразован в духовную академию. В настоящее время в Болгарии действуют 2 православных семинарии — Пловдивская и Софийская, подчинённые Болгарской Православной Церкви. Они обучают семинаристов регулярному пятилетнему курсу (для студентов, окончивших 7-й или 8-й класс) и двухлетнему параллельному курсу (для кандидатов, окончивших среднее образование).